# Rimsko-seleukidski rat
Rimsko-seleukidski rat (192. – 188. pr. Kr.), također poznat kao Seleukidski rat, Rat Antioha ili Sirijski rat je vođen između dviju koalicija, jedna predvođene Rimskom Republikom, i druge predvođene Seleukidskim Carstvom. Borbe su vođene u današnjoj južnoj Grčkoj, Egejskom moru i Maloj Aziji.
Rat je bio posljedicom "hladnoga rata" između dviju spomenutih sila, koji je započeo 196. pr. Kr. Tijekom hladnoga rata Rimljani i Seleukidi su uspostavljali sfere utjecaja, sklapajući saveze s manjim grčkim gradovima-državama.
Borbe su se završile potpunom rimskom pobjedom. Mirovnim sporazumom skopljenim u Apameji Seleukidi su bili prisiljeni ustupiti Malu Aziju, koja je pripala rimskim savjeznicima. Međutim, glavna posljedica rata je bila ta što je Rimska Republika stekla hegemoniju nad grčkim gradovima-državama i Malom Azijom, postavši jedinom preostalom većom silom u Sredozemlju.

### Antički autori
- Livije, preveo Henry Bettison, (1976). Rome and the Mediterranean. London: Penguin Classics. ISBN 0-14-044318-5.
- Polibije, preveo Frank W. Walbank, (1979). The Rise of the Roman Empire. New York: Penguin Classics. ISBN 0-14-044362-2.